# Орден Меджидие
Орден Меджидие́ (тур. Mecidiye Nişanı) — османский орден. Был учреждён в 1852 году султаном Абдул-Меджидом I и стал одной из наиболее характерных наград Османской империи. Много орденов было вручено иностранным дипломатам, главам государств, а также британским, французским и германским военным. Орденом могли также награждаться и женщины.

## Степени ордена
Орден имел пять степеней:
- 1-я степень — не более 50 членов (знак ордена на ленте через правое плечо и звезда на левой стороне груди);
- 2-я степень — не более 150 членов (знак ордена на шейной ленте и малая звезда на левой стороне груди);
- 3-я степень — не более 800 членов (знак ордена на шейной ленте);
- 4-я степень — не более 3000 членов (знак ордена на левой стороне груди, центральный медальон из золота);
- 5-я степень — не более 6000 членов (знак ордена на левой стороне груди, центральный медальон из серебра);

Ограничения касались подданных Империи.
Орден за боевые заслуги мог иметь скрещённые сабли. Эта разновидность довольно редка. Знаки со скрещёнными саблями, выданные в течение Первой мировой войны, составляют около 5 % от общего числа знаков.

## Знаки
Знак ордена — семиконечная серебряная звезда, с золотым центральным медальоном с тугрой султана, обрамленным красным эмалевым кольцом, со словами «Рвение. Преданность. Лояльность» и датой «1268» (1852 год по исламскому календарю). Между лучами звезды — маленькие полумесяцы и звезды.
Подвеска представляет собой красный эмалевый полумесяц, соединенный со звездой.
Нагрудная звезда походит на знак ордена, за исключением того, что лучи звезды образуют как бы два слоя, и полумесяцы и маленькие звезды крепятся к нижнему слою. На некоторых экземплярах ордена двух высших степеней иногда прикреплены бриллианты или иные драгоценные камни.
Ранние экземпляры знаков ордена времен Крымской войны выше ценятся у коллекционеров, особенно ордена двух высших степеней. Знаки этого периода отличаются конструкцией из двух частей, с полым выпуклым реверсом, и круглым кольцом крепления подвески вместо прямоугольного более поздних образцов. Ранние нагрудные звезды — несколько более плоские, с менее выраженным рельефом насечки на лучах, и имеют петли на реверсе для нашивания на одежду вместо булавки крепления. Более поздние экземпляры имели слегка вогнутый реверс, обычно с клеймом Монетного двора Оттоманской Империи.
Лента — красная с узкими зелеными полосками, слегка отступающими от краев.

## Изображение степеней ордена
| 1-степени | 2-степени | 3-степени | 4-степени | 5-степени |
| --------- | --------- | --------- | --------- | --------- |
|           |           |           |           |           |
|           |           |           |           |           |